# 헤수스 마누엘 코로나
헤수스 마누엘 코로나 루이스(스페인어: Jesús Manuel Corona Ruíz, 1993년 1월 6일 ~ )는 헤수스 코로나(스페인어: Jesús Corona)로 잘 알려진 멕시코의 축구 선수로 포지션은 윙어 겸 공격수이다. 현재 몬테레이에서 활약하고 있다.